# Villiersoides rosabella
Villiersoides rosabella är en fjärilsart som beskrevs av Antoine Fortuné Marion 1957. Villiersoides rosabella ingår i släktet Villiersoides och familjen mott. Inga underarter finns listade i Catalogue of Life.